# Trypeticus parilloi
Trypeticus parilloi är en skalbaggsart som beskrevs av Kanaar 2003. Trypeticus parilloi ingår i släktet Trypeticus och familjen stumpbaggar. Inga underarter finns listade i Catalogue of Life.